# 魏特琳
明妮·魏特琳（或譯沃特林，中文名魏华群，1886年9月27日—1941年5月14日），女，生于美国伊利诺伊州塞科，美国基督会在华传教士。南京大屠杀见证者。

## 生平
魏特琳出生于美国伊利诺伊州塞科，1912年毕业于伊利诺伊大学，同年受美国基督会差会派遣到中国，担任安徽省庐州府（今合肥）基督会三育女中校长。1916年金陵女子大学在南京成立时，她担任教育系主任。1919年至1922年校长德本康夫人（Matilda Thurston）回美国募捐期间，她曾经担任代理校长。后担任金陵女子文理学院教务主任。
1937年，日本军隊攻占南京，金陵女子文理学院大部分教职员先后撤往四川成都，借华西协合大学的校园继续开办，魏特琳则留在南京照管金陵女子文理学院校园，自愿与该学院教职员组成留守委员会，任代理院长。在南京大屠杀期间，她积极营救中国难民，利用金陵女子文理学院保护了上万名中国妇孺难民。她从1937年8月12日到1940年4月的日记中，详细记载了在日本占领下南京的情形，并邮寄给該学院在美国纽约校董会的校友。日记的最后一页，即1940年4月14日（星期日），她写道：“我快要筋疲力尽了。以前，虽然工作进展缓慢，但还能有步骤地制定工作计划，而现在连这些也做不到了，双手也不听使唤。我希望能马上去休假”。两周后她精神失常，返回美国。1941年5月14日，在美国印第安納波利斯的寓所打开厨房的煤气自杀。
由于魏特琳在日军占领南京进行南京大屠杀和残害中国民众之时奋力保护中国民众，从而受到中国民众特别是南京人的广泛赞誉，1938年被国民政府授予采玉勋章。魏特琳墓碑上刻有“永生金陵”的文字，南京市至今仍有其塑像。
记录南京大屠杀日军罪行的魏特琳日记和拉貝日記均收藏在耶鲁大学神学院图书馆的特别馆藏室。女作家张纯如在写作《南京大屠杀：被遗忘的二战浩劫》一书期间，曾来该特别馆藏室查阅；张纯如也成为让拉贝日记和魏特琳日记公诸于世的重要人物。

## 著作
- Terror in Minnie Vautrin's Nanjing: Diaries and Correspondence, 1937-38[5]
- 《魏特琳日记》[1]

## 相关條目
- 哈金小说《南京安魂曲（英语：Nanjing Requiem）》